# Enrique Ochoa Antich
Enrique Ochoa Antich (Caracas, 9 de septiembre de 1954) es un político y escritor venezolano, líder de la izquierda democrática venezolana. Miembro fundador del Movimiento al Socialismo (MAS), partido del cual llegaría ser secretario general a mediados de los años 1990. Desde la llegada de Hugo Chávez al poder ha formado parte de la oposición al chavismo. Ha sido columnista de El Nacional, Últimas Noticias, El Mundo,Tal Cual, 2001, Aporrea, Punto de Corte y la revista Semana. Fue finalista en el X Premio Hispania de Novela Histórica por su novela Sueños de América, segundo volumen de una trilogía sobre Carlos V, por publicar). 

## Biografía

### Juventud, familia e inicios en la política
Enrique Ochoa Antich nace en Caracas el 9 de septiembre de 1954. Pertenece a una familia de larga tradición política: su bisabuelo, el doctor Santiago Briceño, fue presidente de la Constituyente de 1901; su tío abuelo, el general Santiago Briceño, fue uno de los legendarios 60 que invadieron Venezuela desde Cúcuta en 1899 para iniciar la llamada Revolución Liberal Restauradora.
Su padre, Santiago Ochoa Briceño, fue militar: combatió el golpe de Estado contra el presidente Isaías Medina Angarita en 1945, fue gobernador de los estados Lara, Trujillo y Táchira, combatió la dictadura de Marcos Pérez Jiménez, estuvo preso más de 2 años, y fue embajador desde 1959 hasta 1980 en España (dos veces), Colombia, Egipto, Ecuador y el Vaticano. Su hermano, Fernando Ochoa Antich, es general del Ejército y fue ministro de la Defensa y Canciller durante el segundo gobierno de Carlos Andrés Pérez, enfrentando y derrotando la insurrección militar del 4 de febrero de 1992 comandada por Hugo Chávez.
En 1972 Enrique Ochoa Antich fue presidente del centro de estudiantes del liceo Simón Bolívar de San Cristóbal, estado Táchira. Inició su vida política al inscribirse en el Partido Comunista de Venezuela a los 16 años de edad, atraído por el liderazgo de Teodoro Petkoff en el seno de este partido, quien se posicionaba en aquel entonces en contra de la hegemonía de Estados Unidos y de la Unión Soviética.

### Vida política durante el puntofijismo
Fue miembro fundador del Movimiento al Socialismo (MAS) desde 1971 hasta su renuncia en 1997. Fue secretario ejecutivo de la oficina de Teodoro Petkoff y de su comando de campaña en 1982/1984. Fue diputado dos veces: por el estado Táchira (1984-1989) y uninominal por Caracas (1994-1999) y presidente de la Comisión de Política Interior.
Presentó la primera ley de referendo popular y logró la creación de la figura del referendo municipal. Fue activista de derechos humanos durante los sucesos del 27 de febrero de 1989, conocido como el «Caracazo», fundando el Comité de Familiares de las Víctimas (desaparecidos y ejecutados) logrando la ubicación de la fosa común de «La Peste» en el Cementerio General del Sur. Fue detenido por defender los derechos de los familiares de las víctimas.
Fundó el Comité de Pensionados del Seguro Social y propuso y logró junto con el Comité en 1997 que las pensiones fuesen homologadas al salario mínimo. Fue detenido en dos ocasiones por defender los derechos de los pensionados del IVSS y los enfermos renales. 
Fue secretario general del MAS cuando era partido de gobierno durante la Administración de coalición del presidente Rafael Caldera (1994-1999). Sin embargo, en ese período propuso retirarle el apoyo al Gobierno de Caldera, para en un futuro formar una alianza electoral con La Causa R y crear una Comisión de Ética para combatir la corrupción a lo interno, propuesta que fue rechazada, lo cual lo motivó a renunciar al partido en 1997. Fue candidato a alcalde del municipio Libertador (1995), a alcalde del Distrito Metropolitano de Caracas y a concejal metropolitano al Cabildo (2000-2004). 

### Militante de la oposición al chavismo
Presentó ante la Corte Suprema de Justicia el recurso de interpretación que autorizó la convocatoria del referendo para la convocatoria de la Constituyente de 1999. Presentó ante el Tribunal Supremo de Justicia la primera querella contra un presidente de la república, en este caso contra Hugo Chávez por peculado de uso. Fue secretario ejecutivo del comando de campaña de Manuel Rosales, candidato de la oposición frente al presidente Hugo Chávez en las elecciones presidenciales de 2006 y secretario ejecutivo nacional de Un Nuevo Tiempo en 2007.
Dirigió la Comisión Social de la Mesa de la Unidad Democrática (MUD). Posteriormente Enrique Ochoa Antich se desvincula de la Mesa de la Unidad Democrática, denunciando que fue posesionada por un sector «extremista». Fundó el frente político llamado «Los Despolarizados», contrario a la política de desprecio mutuo entre el chavismo y el antichavismo. Según Ochoa Antich, el proyecto chavista falló por seis «ismos» que atribuye a Hugo Chávez: caudillismo, autoritarismo, centralismo, militarismo, estatismo y populismo. Además, Ochoa asegura que «el origen de esta catástrofe se gestó con Chávez».
En el marco de la crisis que afronta Venezuela desde 2013, Ochoa Antich ha defendido una «ruta democrática» de carácter evolutivo y considera que hay que establecer negociaciones sobre todo con el sector «moderado» del madurismo, en lugar de pensar de que todos se encuentran en una posición extrema. También ha manifestado que en ocasiones «es aceptable dar un paso para atrás, pensando en dos pasos hacia adelante».
Participó de un grupo político denominado JUNTOS, de izquierda democrática. Ha propuesto retomar la ruta electoral, por lo que respaldó la candidatura presidencial de Henri Falcón. Formó parte del Comité Político de la Concertación por el Cambio integrada por algunas de las organizaciones que apoyaron la candidatura de Falcón. Actualmente es un activista democrático independiente de militancia partidista.[cita requerida]

## Filosofía política
Ochoa se describe a sí mismo como partidario de un socialismo liberal o de mercado, dentro de lo que enmarca como «izquierda democrática». Para Ochoa Antich el socialismo liberal se entiende como «la continuación, no la ruptura, el desarrollo, la superación en la continuidad de los valores liberales». De esta manera, Ochoa cree en la democracia liberal o representativa —a la cual considera como erróneamente llamada «burguesa»—, pero también defiende la «democracia participativa, con protagonismo popular, directa en lo que se pueda: una es condición de la otra». Asimismo, aunque en algún momento Ochoa se identificó con el comunismo, actualmente afirma que eliminar la propiedad privada acaba también con la generación de riqueza requerida para garantizar a la población «condiciones de vida digna», pero al mismo tiempo Ochoa identifica:
«con propiedad privada los conceptos de propiedad social, cogestión y autogestión [...] en tanto sean productivas, autosustentables y objetivamente posibles».
De igual manera, Ochoa Antich ha recomendado que toda privatización debería contar por lo menos con formas cogestionarias de propiedad «de modo que muchos trabajadores, hoy simples funcionarios públicos, se conviertan en accionistas de esas empresas». Por otra parte, siguiendo al materialismo histórico de Karl Marx, Ochoa ha defendido que se tiene que reconocer que una sociedad determinada tiene leyes objetivas que no se pueden superar inmediatamente, sino que se tienen que «transformar evolutivamente». En este sentido, Ochoa señala que la «verdadera revolución en Venezuela» es profundizar el desarrollo del capitalismo en consonancia con reformas sociales que den como resultado una aproximación «al sueño socialista».

## Obras
Escribió y publicó tres libros:
- Los golpes de febrero: del 27F al 4F
- ¿Adiós al MAS?
- Causas y culpas (sobre los orígenes históricos del fenómeno chavista)
- La pasión inútil (novela inédita).
- Nunca es tan oscura la noche (novela inédita)
- Yo, el que era rey (primer volumen de una trilogía sobre Carlos V, novela inédita).

• Sueños de América (segundo volumen de una trilogía sobre Carlos V, novela por publicar, finalista X Premio Hispania de Novela Histórica).